# Никола Робъртс
Никола Робъртс (на английски: Nicola Maria Roberts) е английска певица, текстописец, модел и импресарио.

## Биография
Тя е родена в Стамфорд, Линкълншър, Обединеното кралство на 5 октомври 1985 г. С групата Girls Aloud записва 23 сингъла и 5 студийни албума. Става известна през 2002 година след участието си в реалити шоу Popstars: The Rivals. Много от песните им се изкачват в първата десетка на английските класации. През 2010 г. започва солова кариера. Има и собствена козметична линия Danity Dall за хора с бледа кожа.

## Дискография

### Албуми
- Cinderella's Eyes (2011)

### Сингли
- Beat of My Drum (2011)
- Lucky Day (2011)
- Yo-Yo (2012)